# Yasushi Kuroiwa
Yasushi Kuroiwa (japanisch 黒岩 康志 Kuroiwa Yasushi; * 27. September 1965 in Tsumagoi) ist ein ehemaliger japanischer Eisschnellläufer.

## Werdegang
Kuroiwa wurde im Jahr 1989 japanischer Meister im Sprint-Mehrkampf und kam zudem bei japanischen Meisterschaften dreimal auf den dritten Platz. International startete er erstmals in der Saison 1984/85 und nahm in der Saison 1986/87 in Hamar erstmals am Eisschnelllauf-Weltcup teil, wobei er den 18. Platz über 1000 m und den 12. Platz über 500 m errang. Bei seiner einzigen Teilnahme an Olympischen Winterspielen im Februar 1988 in Calgary belegte er den 11. Platz über 500 m. In der Saison 1988/89 errang er in Innsbruck mit dem dritten Platz über 500 m seine erste Podestplatzierung im Weltcup und lief bei der Sprintweltmeisterschaft 1989 in Heerenveen auf den zehnten Platz. In der folgenden Saison kam er im Weltcup fünfmal unter den ersten Zehn über 500 m, darunter Platz drei in Berlin sowie Rang zwei in Karuizawa und belegte damit den siebten Platz im Weltcup über 500 m. Zudem wurde er bei den Winter-Asienspielen 1990 in Sapporo Fünfter über 1000 m und gewann über 500 m die Bronzemedaille. In der Saison 1990/91 erreichte er mit sieben Top-Zehn-Platzierungen, darunter Platz drei in Heerenveen den sechsten Platz im Weltcup über 500 m und bei der Sprintweltmeisterschaft 1991 in Inzell den 33. Platz. Letztmals international startete er im Dezember 1994 beim Weltcup in Hamar, wobei er den 25. Platz über 1000 m errang.

## Erfolge

### Olympische Spiele
- 1988 Calgary: 11. Platz 500 m

### Sprint-Weltmeisterschaften
- 1989 Heerenveen: 10. Platz Sprint-Mehrkampf
- 1991 Inzell: 33. Platz Sprint-Mehrkampf

### Winter-Asienspiele
- 1990 Sapporo: 3. Platz 500 m, 5. Platz 1000 m

## Persönliche Bestleistungen
| Disziplin | Zeit        | Datum             | Ort        |
| --------- | ----------- | ----------------- | ---------- |
| 500 m     | 36,84 s     | 4. Dezember 1993  | Hamar      |
| 1000 m    | 1:14,37 min | 13. März 1993     | Heerenveen |
| 1500 m    | 2:00,30 min | 26. Dezember 1986 | Nikkō      |
| 3000 m    | 4:29,32 min | 22. Februar 1983  | Shibukawa  |
| 5000 m    | 7:01,55 min | 13. Februar 1988  | Calgary    |